# Dankeskirche (Sehlen)

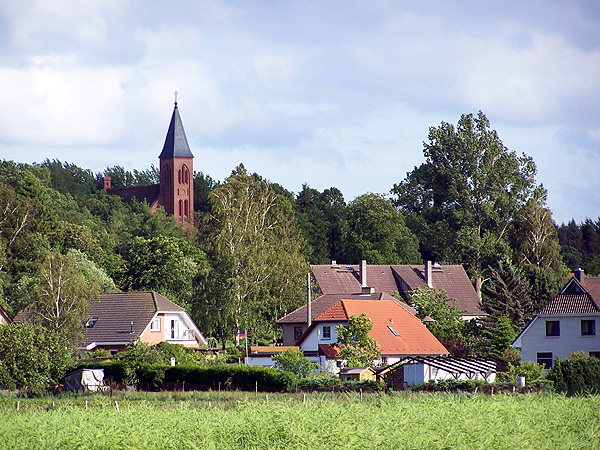
Sehlen auf Rügen überragt vom Turm der Dankeskirche

Die Dankeskirche ist ein aus dem Jahr 1866 stammendes Kirchengebäude in der Gemeinde Sehlen auf der Insel Rügen.

## Geschichte
Die Kirche wurde von 1864 bis 1866 errichtet und am 14. Dezember 1866 eingeweiht. 1887 baute Friedrich Albert Mehmel aus Stralsund die Orgel ein.
Im Jahr 1947 wurden bei der Sprengung der ehemaligen Munitionsbunker im Sehlener Forst die Kirchenfenster zerstört. Sie wurden 1948 repariert.
Ab 1976 wurde die Kirche nicht mehr genutzt, erst 1991 fand wieder ein Gottesdienst statt. In den Jahren 1993/1994 wurden umfangreiche Reparaturen durchgeführt und ein Gemeinderaum eingebaut. 1999 wurde die Orgel renoviert. Im Jahr 2002 erhielt die Kirche zwei neue Bachert-Glocken.

## Beschreibung
Die neugotische Backsteinkirche liegt auf einer Anhöhe, umgeben vom Friedhof. Die Kirche misst 18,50 Meter in der Länge und 11,80 Meter in der Breite. Die Firsthöhe beträgt 12 Meter. Der viergeschossigen Westturm ist 19 Meter hoch. Er trägt ein Satteldach.
An das Kirchenschiff angebaut ist eine polygonale Apsis. Chor und Kirchenschiff werden durch Strebepfeiler gestützt. Spitzbogenfenster lassen Licht ins Kircheninnere.

## Ausstattung
Die Apsis besitzt ein sechsteiliges Gewölbe mit Rundstabrippen. Das Kirchenschiff besitzt eine Holzdecke. An der Westwand ist noch einer der ursprünglich zwei Aufgänge zu den Emporen vorhanden.
Die Kirche verfügt über einen Altar aus Eichenholz. Die achteckige Kanzelkorb der Kanzel von 1866 besitzt einen achteckigen Fuß. Ebenfalls achteckig ist das Taufbecken aus Kunststein. Aus der Mitte des 19. Jahrhunderts stammen die Altarleuchter, Taufschalen, Patene und die Abendmahlskanne.

### Orgel
Die Orgel mit einem Manual und Pedal wurde im Jahr 1887 von Friedrich Albert Mehmel gefertigt. Sie besitzt fünf klingende Stimmen. Seit der Restaurierung im Jahr 1998 durch die Firma Rainer Wolter ist das Instrument wieder spielbar, nachdem sie 30 Jahre nicht genutzt werden konnte. Der Prospekt ist neugotisch.

## Gemeinde
Die evangelische Kirchgemeinde gehört seit 2012 zur Propstei Stralsund im Pommerschen Evangelischen Kirchenkreis der Evangelisch-Lutherischen Kirche in Norddeutschland. Vorher gehörte sie zum Kirchenkreis Stralsund der Pommerschen Evangelischen Kirche.